# Campionati europei di sollevamento pesi 2010
I Campionati europei di sollevamento pesi 2010, 91ª edizione maschile e 23ª femminile della manifestazione, si sono svolti dal 5 all'11 aprile a Minsk, in Bielorussia, alla Minsk Arena.
In base alle variazioni avvenute nel corso del suo svolgimento, l'edizione è conteggiata come:
- la 69ª effettivamente organizzata;
- la 89ª secondo la numerazione della EWF;
- la 91ª secondo la numerazione della IWF.

## Squalifiche
Le competizioni furono caratterizzate da sette squalifiche:
- Zulfugar Suleymanov nei pesi piuma maschili, che giunse terzo;
- Mikalai Cherniak nei pesi medi maschili, che giunse terzo;
- Rovshan Fatullayev nei pesi mediomassimi maschili, che giunse secondo;
- Andrei Aramnau nei pesi massimi maschili, che vinse la gara;
- Boyan Poleyanov nei pesi supermassimi maschili, che giunse settimo;
- Marina Ohman nei pesi medi femminili, che giunse nona;
- Shemshat Tuliayeva nei pesi massimi leggeri femminili, che giunse terza.

Nel novembre del 2010 Aramnau fu squalificato per un anno, gli altri atleti per quattro anni.
Anni dopo la competizione, furono squalificate anche Nurcan Taylan, Hripsime Khurshudyan e Ol'ha Korobka.

## Titoli in palio
Sono stati assegnati 15 titoli nel totale dell'esercizio (45 considerando anche le due specialità, lo strappo e lo slancio) in 8 categorie maschili e 7 femminili, sotto elencate.
Categorie maschili
| Categoria            | Eventi         | Atleti | Gruppi |
| -------------------- | -------------- | ------ | ------ |
| Pesi gallo           | Fino a 56 kg   | 16     | 2      |
| Pesi piuma           | Fino a 62 kg   | 16     | 2      |
| Pesi leggeri         | Fino a 69 kg   | 11     | 2      |
| Pesi medi            | Fino a 77 kg   | 17     | 2      |
| Pesi massimi leggeri | Fino a 85 kg   | 14     | 2      |
| Pesi mediomassimi    | Fino a 94 kg   | 18     | 2      |
| Pesi massimi         | Fino a 105 kg  | 15     | 2      |
| Pesi supermassimi    | Oltre i 105 kg | 15     | 2      |

Categorie femminili
| Categoria            | Eventi        | Atlete | Gruppi |
| -------------------- | ------------- | ------ | ------ |
| Pesi gallo           | Fino a 48 kg  | 10     | 2      |
| Pesi piuma           | Fino a 53 kg  | 10     | 2      |
| Pesi leggeri         | Fino a 58 kg  | 9      | 2      |
| Pesi medi            | Fino a 63 kg  | 11     | 2      |
| Pesi massimi leggeri | Fino a 69 kg  | 10     | 2      |
| Pesi massimi         | Fino a 75 kg  | 14     | 2      |
| Pesi supermassimi    | Oltre i 75 kg | 11     | 2      |

## Calendario eventi
Di seguito il calendario dei titoli da assegnare nelle sette giornate di gare.
| Giorno→ Categoria ↓ | Lu 5 | Ma 6 | Me 7 | Gi 8 | Ve 9 | Sa 10 | Do 11 |
| ------------------- | ---- | ---- | ---- | ---- | ---- | ----- | ----- |
| 56 kg               | ●    |      |      |      |      |       |       |
| 62 kg               |      | ●    |      |      |      |       |       |
| 69 kg               |      |      | ●    |      |      |       |       |
| 77 kg               |      |      |      | ●    |      |       |       |
| 85 kg               |      |      |      |      | ●    |       |       |
| 94 kg               |      |      |      |      |      | ●     |       |
| 105 kg              |      |      |      |      |      | ●     |       |
| +105 kg             |      |      |      |      |      |       | ●     |

| Giorno→ Categoria ↓ | Lu 5 | Ma 6 | Me 7 | Gi 8 | Ve 9 | Sa 10 | Do 11 |
| ------------------- | ---- | ---- | ---- | ---- | ---- | ----- | ----- |
| 48 kg               | ●    |      |      |      |      |       |       |
| 53 kg               |      | ●    |      |      |      |       |       |
| 58 kg               |      |      | ●    |      |      |       |       |
| 63 kg               |      |      |      | ●    |      |       |       |
| 69 kg               |      |      |      |      | ●    |       |       |
| 75 kg               |      |      |      |      |      | ●     |       |
| +75 kg              |      |      |      |      |      |       | ●     |

## Nazioni partecipanti
Le nazioni che hanno partecipato ai campionati furono 36 per un totale di 197 partecipanti (122 atleti e 75 atlete). Tra parentesi i partecipanti per nazione.
- Albania  (4)
- Armenia  (8)
- Austria  (1)
- Azerbaigian  (3)
- Belgio  (1)
- Bielorussia  (15)
- Bosnia ed Erzegovina  (1)
- Bulgaria  (9)
- Cipro  (1)
- Croazia  (1)
- Danimarca  (1)
- Finlandia  (3)
- Francia  (10)
- Georgia  (1)
- Germania  (4)
- Irlanda  (2)
- Israele  (2)
- Italia  (14)
- Lettonia  (2)
- Lituania  (1)
- Moldavia  (8)
- Norvegia  (4)
- Polonia  (15)
- Regno Unito  (5)
- Rep. Ceca  (8)
- Romania  (5)
- Russia  (15)
- San Marino  (1)
- Slovacchia  (3)
- Slovenia  (1)
- Spagna  (10)
- Svezia  (2)
- Svizzera  (1)
- Turchia  (15)
- Ucraina  (15)
- Ungheria  (5)

## Risultati

### Categorie maschili
| Evento  | Oro                | Oro    | Argento            | Argento | Bronzo              | Bronzo |
| ------- | ------------------ | ------ | ------------------ | ------- | ------------------- | ------ |
| 56 kg   |                    |        |                    |         |                     |        |
| Strappo | Vitalij Dzerbjanëŭ | 118 kg | Tom Goegebuer      | 116 kg  | Iuri Dudoglo        | 115 kg |
| Slancio | Smbat Margaryan    | 146 kg | Sedat Artuç        | 139 kg  | Tom Goegebuer       | 138 kg |
| Totale  | Vitalij Dzerbjanëŭ | 256 kg | Smbat Margaryan    | 255 kg  | Tom Goegebuer       | 254 kg |
| 62 kg   |                    |        |                    |         |                     |        |
| Strappo | Erol Bilgin        | 139 kg | Bünyamin Sezer     | 136 kg  | Henadzij Machveenja | 136 kg |
| Slancio | Antoniu Buci       | 165 kg | Erol Bilgin        | 165 kg  | Oleg Sîrghi         | 160 kg |
| Totale  | Erol Bilgin        | 304 kg | Antoniu Buci       | 300 kg  | Henadzij Machveenja | 291 kg |
| 69 kg   |                    |        |                    |         |                     |        |
| Strappo | Ninel Miculescu    | 153 kg | Mete Binay         | 149 kg  | Michail Gobeev      | 148 kg |
| Slancio | Ninel Miculescu    | 180 kg | Michail Gobeev     | 171 kg  | Alexandru Șpac      | 168 kg |
| Totale  | Ninel Miculescu    | 333 kg | Michail Gobeev     | 319 kg  | Mete Binay          | 314 kg |
| 77 kg   |                    |        |                    |         |                     |        |
| Strappo | Tigran Martirosyan | 165 kg | Krzysztof Szramiak | 160 kg  | Samet Keles         | 158 kg |
| Slancio | Tigran Martirosyan | 195 kg | Krzysztof Szramiak | 191 kg  | Erkand Qerimaj      | 190 kg |
| Totale  | Tigran Martirosyan | 360 kg | Krzysztof Szramiak | 351 kg  | Erkand Qerimaj      | 344 kg |
| 85 kg   |                    |        |                    |         |                     |        |
| Strappo | Mikalaj Novikaŭ    | 171 kg | İzzet İnce         | 170 kg  | Ara Khachatryan     | 165 kg |
| Slancio | Gevorik Poghosyan  | 204 kg | Ara Khachatryan    | 203 kg  | Jurij Chykyda       | 197 kg |
| Totale  | Gevorik Poghosyan  | 369 kg | Ara Khachatryan    | 368 kg  | Mikalaj Novikaŭ     | 367 kg |
| 94 kg   |                    |        |                    |         |                     |        |
| Strappo | Artem Ivanov       | 180 kg | Arsen Kasabiev     | 176 kg  | Evgheni Bratan      | 170 kg |
| Slancio | Arsen Kasabiev     | 216 kg | Anatolii Cîrîcu    | 208 kg  | Arkadiusz Michalski | 205 kg |
| Totale  | Arsen Kasabiev     | 392 kg | Artem Ivanov       | 383 kg  | Anatolii Cîrîcu     | 376 kg |
| 105 kg  |                    |        |                    |         |                     |        |
| Strappo | Vladimir Smorčkov  | 193 kg | Dmitrij Klokov     | 185 kg  | Mykola Hordijčuk    | 180 kg |
| Slancio | Dmitrij Klokov     | 224 kg | Oleksij Torochtij  | 221 kg  | Artur Babayan       | 216 kg |
| Totale  | Dmitrij Klokov     | 409 kg | Vladimir Smorčkov  | 408 kg  | Oleksij Torochtij   | 396 kg |
| +105 kg |                    |        |                    |         |                     |        |
| Strappo | Evgenij Čigišev    | 205 kg | Ruben Aleksanyan   | 195 kg  | Almir Velagić       | 190 kg |
| Slancio | Ruben Aleksanyan   | 237 kg | Matthias Steiner   | 236 kg  | Evgenij Čigišev     | 235 kg |
| Totale  | Evgenij Čigišev    | 440 kg | Ruben Aleksanyan   | 432 kg  | Matthias Steiner    | 426 kg |

### Categorie femminili
| Evento  | Oro                  | Oro    | Argento              | Argento | Bronzo               | Bronzo |
| ------- | -------------------- | ------ | -------------------- | ------- | -------------------- | ------ |
| 48 kg   |                      |        |                      |         |                      |        |
| Strappo | Marzena Karpińska    | 83 kg  | Genny Pagliaro       | 79 kg   | Şaziye Okur          | 78 kg  |
| Slancio | Marzena Karpińska    | 96 kg  | Şaziye Okur          | 95 kg   | Genny Pagliaro       | 94 kg  |
| Totale  | Marzena Karpińska    | 179 kg | Şaziye Okur          | 173 kg  | Genny Pagliaro       | 173 kg |
| 53 kg   |                      |        |                      |         |                      |        |
| Strappo | Aylin Daşdelen       | 88 kg  | Valjancina Ljachavec | 87 kg   | Bojanka Kostova      | 87 kg  |
| Slancio | Aylin Daşdelen       | 120 kg | Bojanka Kostova      | 112 kg  | Valjancina Ljachavec | 111 kg |
| Totale  | Aylin Daşdelen       | 208 kg | Bojanka Kostova      | 199 kg  | Valjancina Ljachavec | 198 kg |
| 58 kg   |                      |        |                      |         |                      |        |
| Strappo | Anastasija Novikava  | 105 kg | Romela Begaj         | 96 kg   | Marieta Gotfryd      | 96 kg  |
| Slancio | Anastasija Novikava  | 133 kg | Romela Begaj         | 111 kg  | Marieta Gotfryd      | 110 kg |
| Totale  | Anastasija Novikava  | 238 kg | Romela Begaj         | 207 kg  | Marieta Gotfryd      | 206 kg |
| 63 kg   |                      |        |                      |         |                      |        |
| Strappo | Svetlana Carukaeva   | 114 kg | Sibel Şimşek         | 110 kg  | Marina Šainova       | 100 kg |
| Slancio | Sibel Şimşek         | 134 kg | Svetlana Carukaeva   | 130 kg  | Roxana Cocoș         | 130 kg |
| Totale  | Sibel Şimşek         | 244 kg | Svetlana Carukaeva   | 244 kg  | Roxana Cocoș         | 229 kg |
| 69 kg   |                      |        |                      |         |                      |        |
| Strappo | Oksana Slivenko      | 117 kg | Meline Daluzyan      | 115 kg  | Julija Artemova      | 111 kg |
| Slancio | Oksana Slivenko      | 145 kg | Meline Daluzyan      | 145 kg  | Julija Artemova      | 131 kg |
| Totale  | Oksana Slivenko      | 262 kg | Meline Daluzyan      | 260 kg  | Julija Artemova      | 242 kg |
| 75 kg   |                      |        |                      |         |                      |        |
| Strappo | Natal'ja Zabolotnaja | 129 kg | Nadežda Evstjuchina  | 127 kg  | Lidia Valentín       | 115 kg |
| Slancio | Natal'ja Zabolotnaja | 156 kg | Nadežda Evstjuchina  | 155 kg  | Lidia Valentín       | 140 kg |
| Totale  | Natal'ja Zabolotnaja | 285 kg | Nadežda Evstjuchina  | 282 kg  | Lidia Valentín       | 255 kg |
| +75 kg  |                      |        |                      |         |                      |        |
| Strappo | Tat'jana Kaširina    | 135 kg | Ümmühan Uçar         | 117 kg  | Vol'ha Knjažyšča     | 116 kg |
| Slancio | Tat'jana Kaširina    | 162 kg | Vol'ha Knjažyšča     | 141 kg  | Ümmühan Uçar         | 140 kg |
| Totale  | Tat'jana Kaširina    | 297 kg | Vol'ha Knjažyšča     | 257 kg  | Ümmühan Uçar         | 257 kg |

## Medagliere

### Grandi (totale)
Riferito al totale dell'esercizio: 14 nazioni sono entrate nel medagliere.
| Posiz. | Nazione     | Oro | Argento | Bronzo | Totale |
| ------ | ----------- | --- | ------- | ------ | ------ |
| 1      | Russia      | 5   | 4       | 0      | 9      |
| 2      | Turchia     | 3   | 1       | 2      | 6      |
| 3      | Armenia     | 2   | 4       | 0      | 6      |
| 4      | Bielorussia | 2   | 1       | 3      | 6      |
| 5      | Polonia     | 2   | 1       | 1      | 4      |
| 6      | Romania     | 1   | 1       | 1      | 3      |
| 7      | Ucraina     | 0   | 1       | 2      | 3      |
| 8      | Albania     | 0   | 1       | 1      | 2      |
| 9      | Bulgaria    | 0   | 1       | 0      | 1      |
| 10     | Belgio      | 0   | 0       | 1      | 1      |
| 10     | Germania    | 0   | 0       | 1      | 1      |
| 10     | Italia      | 0   | 0       | 1      | 1      |
| 10     | Moldavia    | 0   | 0       | 1      | 1      |
| 10     | Spagna      | 0   | 0       | 1      | 1      |
| Totale | Totale      | 15  | 15      | 15     | 45     |

### Grandi (totale) e Piccole (Strappo e Slancio)
Riferito al totale dell'esercizio e delle due specialità: 14 nazioni sono entrate nel medagliere.
| Posiz. | Nazione     | Oro | Argento | Bronzo | Totale |
| ------ | ----------- | --- | ------- | ------ | ------ |
| 1      | Russia      | 15  | 9       | 3      | 27     |
| 2      | Turchia     | 7   | 9       | 5      | 21     |
| 3      | Armenia     | 7   | 8       | 2      | 17     |
| 4      | Bielorussia | 6   | 3       | 6      | 15     |
| 5      | Polonia     | 5   | 4       | 4      | 13     |
| 6      | Romania     | 4   | 1       | 2      | 7      |
| 7      | Ucraina     | 1   | 2       | 6      | 9      |
| 8      | Albania     | 0   | 3       | 2      | 5      |
| 9      | Bulgaria    | 0   | 2       | 1      | 3      |
| 10     | Moldavia    | 0   | 1       | 5      | 6      |
| 11     | Belgio      | 0   | 1       | 2      | 3      |
| 11     | Germania    | 0   | 1       | 2      | 3      |
| 11     | Italia      | 0   | 1       | 2      | 3      |
| 14     | Spagna      | 0   | 0       | 3      | 3      |
| Totale | Totale      | 45  | 45      | 45     | 135    |

## Classifica a squadre

### Sistema di punteggio
Il sistema di punteggio è indicato dalla sommatoria dell'esercizio totale e delle due specialità in base allo schema adottato nel 1996:

### Categorie maschili
| Pos. | Squadra     | Punti |
| ---- | ----------- | ----- |
| 1    | Turchia     | 538   |
| 2    | Armenia     | 496   |
| 3    | Polonia     | 460   |
| 4    | Ucraina     | 416   |
| 5    | Moldavia    | 378   |
| 6    | Russia      | 373   |
| 7    | Bielorussia | 339   |
| 8    | Spagna      | 278   |
| 9    | Rep. Ceca   | 254   |
| 10   | Italia      | 234   |
| 11   | Romania     | 229   |
| 12   | Francia     | 188   |
| 13   | Albania     | 187   |
| 14   | Germania    | 186   |
| 15   | Ungheria    | 165   |
| 16   | Bulgaria    | 124   |
| 17   | Lettonia    | 98    |
| 18   | Finlandia   | 94    |
| 19   | Regno Unito | 91    |
| 20   | Irlanda     | 77    |
| 21   | Belgio      | 70    |
| 22   | Slovacchia  | 68    |
| 23   | Azerbaigian | 64    |
| 24   | Norvegia    | 62    |
| 25   | Croazia     | 55    |
| 26   | San Marino  | 41    |
| 27   | Cipro       | 41    |
| 28   | Svizzera    | 40    |
| 29   | Slovenia    | 36    |
| 30   | Georgia     | 18    |
| —    | Austria     | 0     |
| —    | Lituania    | 0     |

### Categorie femminili
| Pos. | Squadra              | Punti |
| ---- | -------------------- | ----- |
| 1    | Russia               | 498   |
| 2    | Turchia              | 497   |
| 3    | Polonia              | 416   |
| 4    | Bielorussia          | 397   |
| 5    | Ucraina              | 397   |
| 6    | Italia               | 371   |
| 7    | Francia              | 280   |
| 8    | Bulgaria             | 193   |
| 9    | Spagna               | 182   |
| 10   | Regno Unito          | 140   |
| 11   | Armenia              | 127   |
| 12   | Svezia               | 109   |
| 13   | Ungheria             | 102   |
| 14   | Rep. Ceca            | 85    |
| 15   | Norvegia             | 80    |
| 16   | Albania              | 75    |
| 17   | Romania              | 68    |
| 18   | Germania             | 60    |
| 19   | Danimarca            | 52    |
| 20   | Slovacchia           | 50    |
| 21   | Finlandia            | 48    |
| 22   | Israele              | 43    |
| —    | Bosnia ed Erzegovina | 0     |